# Schipperskerk

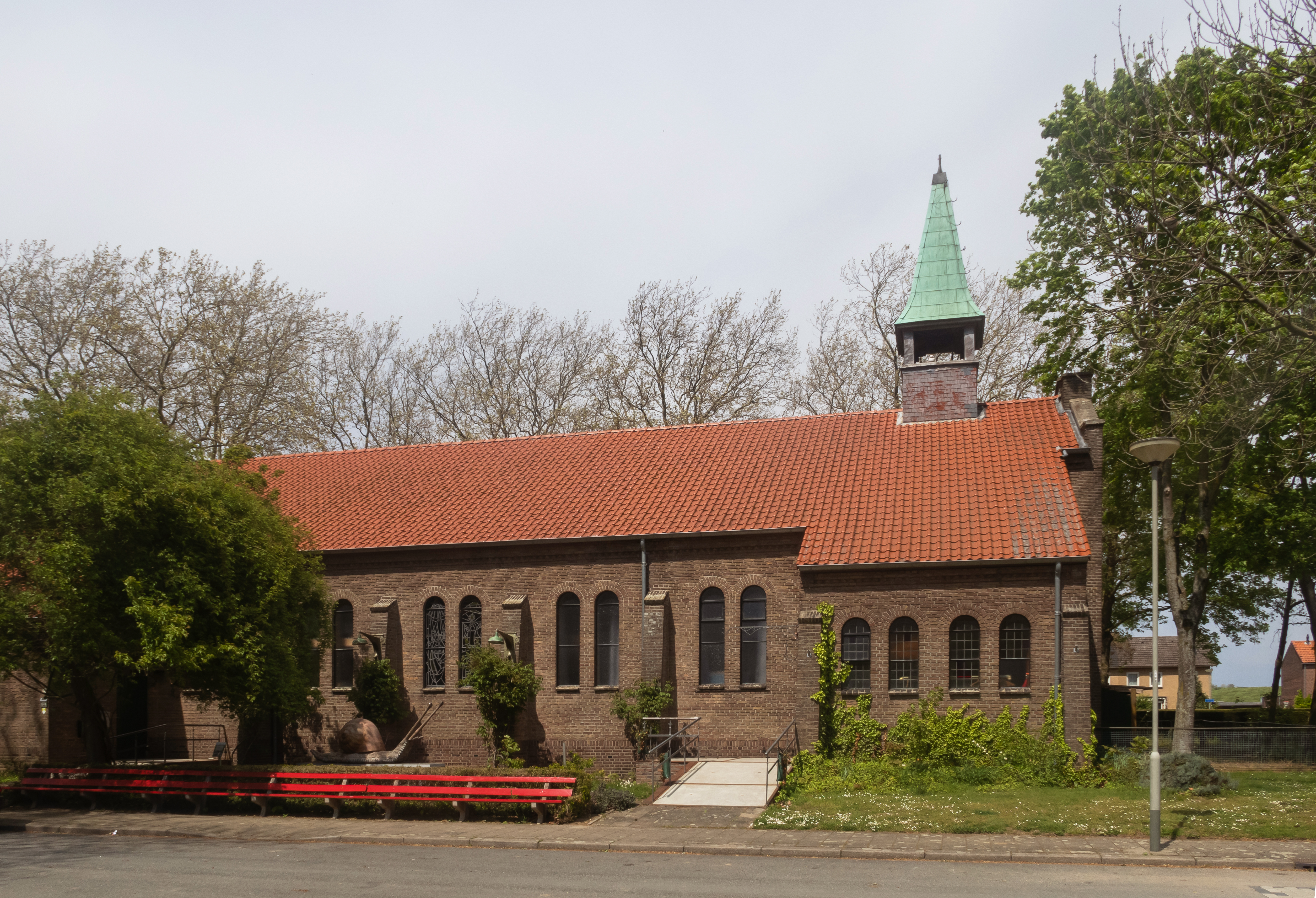
Schipperskerk, de Schipperskerk

Schipperskerk (Limburgs: Sjipperskirk) is een voormalig kerkdorp, thans buurtschap in de flessenhals van de Nederlandse provincie Limburg (gemeente Sittard-Geleen). Het plaatsje ligt nabij de grotere plaatsen Grevenbicht en Papenhoven en wordt tegenwoordig gerekend tot onderdeel van de laatstgenoemde kern.

## Naam
De naam van deze buurtschap komt van de voormalige Sint-Petrus-en-Pauluskerk die speciaal voor de schippers werd gebouwd, en die centraal staat in het plaatsje. De kerk stond vroeger in het veld, met de Oranje Nassauschool (schippersschool) als enige bebouwing, maar vanaf 1953 werden er een aantal huizen om de kerk heen gebouwd. Schipperskerk ligt aan de Berghaven, waar schepen vroeger geruime tijd aangemeerd lagen om op vracht te wachten.

## De buurt(-vereniging)
Schipperskerk heeft een eigen buurtvereniging (De Scheepsbel) en buurthuis (de Keet). Ook de plaatselijke harmonie, Kapel Eige Wies, oefent in het buurthuis.
Schipperskerk heeft in het verleden een carnavalsvereniging gehad. Menigmaal werden er prijzen in de wacht gesleept tijdens de jaarlijkse carnavalsoptocht in Grevenbicht. Sinds 2008 neemt de vereniging weer deel aan de carnavalsoptochten, na een periode afwezig te zijn geweest.

## Natuur en landschap
Schipperskerk ligt aan de Berghaven, die in verbinding staat met het Julianakanaal, op een hoogte van ongeveer 31 meter. Ten noorden stroomt de Kingbeek en in het westen bevindt zich de bedding van de Maas.
In 1990 werd het gebied om Schipperskerk aangewezen als een van de zeven ontgrindingslocaties van Limburg. Het zou daarbij gaan om 52 miljoen ton. Het Trierveld, ten noorden van Schipperskerk, zou over 40 ha tot een diepte van 15 meter worden afgegraven. Einde 2015 werd met de werkzaamheden begonnen.

## Nabijgelegen kernen
Papenhoven, Born, Buchten, Illikhoven
Steden: Geleen · Sittard

Dorpen: Born · Buchten · Einighausen · Grevenbicht · Guttecoven · Holtum · Limbricht · Munstergeleen · Obbicht · Papenhoven

Buurtschappen en gehuchten: Abshoven · Daniken · Graetheide · Harrecoven · Rosengarten · Schipperskerk · Windraak

Woonwijken: Baandert · Broeksittard · Geleen-Centrum · Geleen-Noord · Geleen-Zuid · Hondsbroek · Kemperkoul · Kluis · Kollenberg-Park Leyenbroek · Limbrichterveld · Lindenheuvel · Oud-Geleen · Overhoven · Sanderbout · Sittard-Centrum · Stadbroek · Vrangendael

Limburg: Steden en dorpen      Nederland: Provincies · Gemeenten